# Drăgușeni (Suceava)
Drăgușeni è un comune della Romania di 2 635 abitanti, ubicato nel distretto di Suceava, nella regione storica della Moldavia. 
Il comune è formato dall'unione di 3 villaggi: Broșteni, Drăgușeni, Gara Leu.